# Allodynie
L'allodynie (du grec ancien ἄλλος / állos, « autre » et ὀδύνη / odýnē, « douleur », littéralement « autre douleur ») est une douleur déclenchée par un stimulus qui est normalement indolore. Par exemple, un léger effleurement de la peau ou une faible sensation de chaud ou froid peuvent alors être douloureux.

## Types
Il existe différents types d'allodynie :
- l'allodynie mécanique (aussi connue comme l'allodynie tactile) :
  - soit une allodynie mécanique statique : la douleur en réponse au toucher léger / pression,
  - soit une allodynie mécanique dynamique : la douleur en réponse à une caresse légère ;
- l'allodynie thermique (chaud ou froid) ;
- l'allodynie liée aux mouvements : la douleur est déclenchée par un mouvement normal des articulations ou les muscles.
- etc.

L'allodynie est notamment associée à certaines neuropathies telles que la migraine, la fibromyalgie, la névralgie post-zostérienne ou le syndrome douloureux régional complexe ; avec parmi les phénomènes les plus connus du grand public : la photophobie, la phonophobie, la thermophobie ou encore l'olfactophobie (lors des crises, les stimuli en temps normal indolores vont à égale intensité induire ou augmenter la sensation douloureuse). Les troubles neurologiques centraux, tels que l'autisme, ou le sevrage de certains médicaments comme les opiacés, peuvent également générer une allodynie.

## Causes
L'allodynie est une caractéristique clinique de nombreuses conditions douloureuses, telles des neuropathies, notamment :
- le syndrome douloureux régional complexe ;
- la névralgie post-zostérienne ;
- la fibromyalgie ;
- l'autisme[6] ;
- l'arrêt de médicaments opioïdes[7] ;
- la migraine.

L'allodynie peut aussi avoir une cause syndromale exogène (ex : photophobie et hydrophobie chez les sujets atteints de la rage) ou iatrogène (par exemple avec certaines populations de cellules souches utilisées pour traiter des lésions nerveuses y compris les blessures de la moelle épinière).
Les patients souffrant d'allodynie caractérisent la douleur comme rayonnante, sensible, « enserrante », constante, réveillant la nuit. Ce sont souvent des patients ayant eu recours à toutes les méthodes antalgiques connues sans résultats. Ces radiculalgies proviennent de lésions partielles des nerfs cutanés (fibres A-beta).

## Physiopathologie

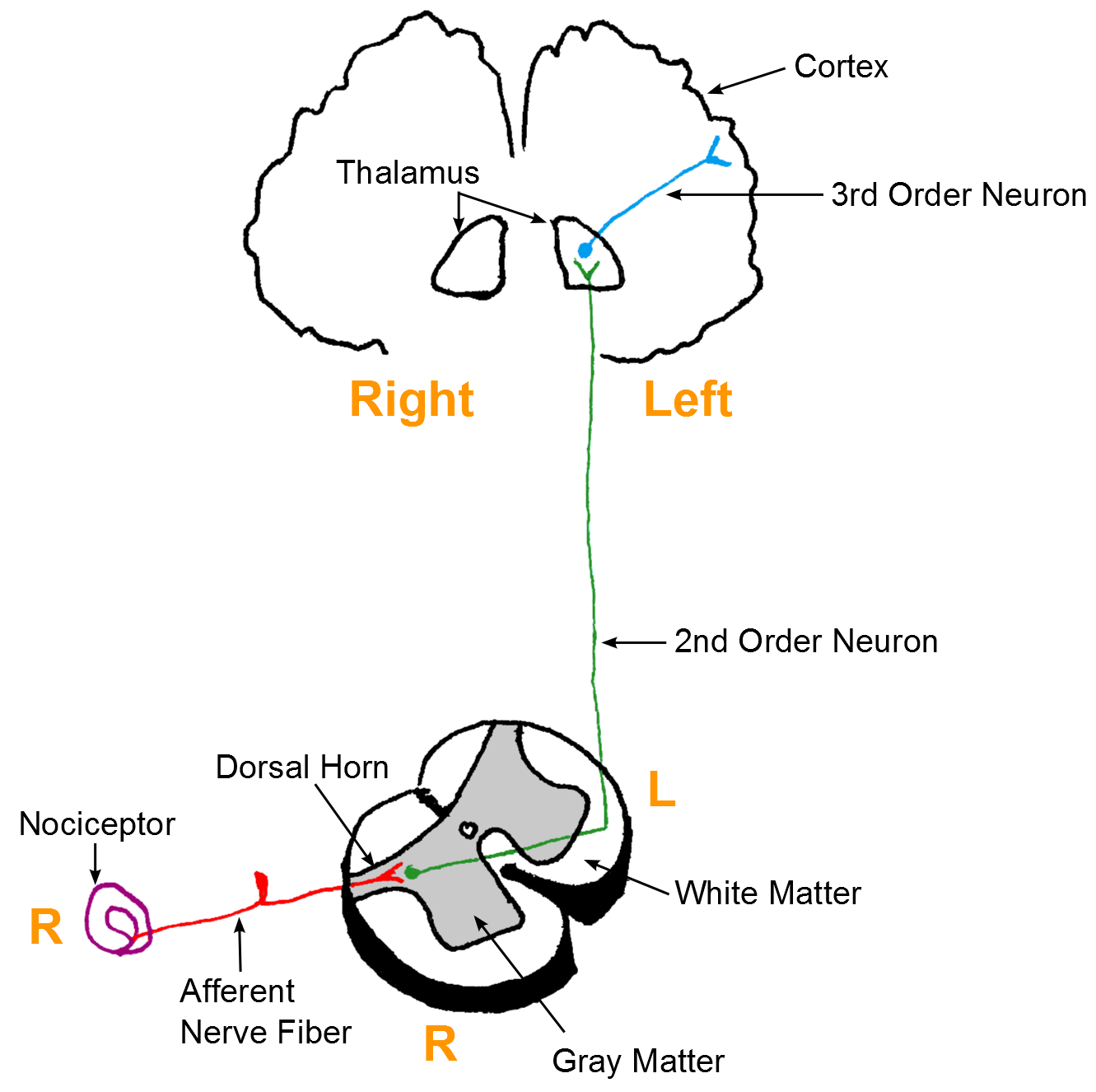
La voie de la douleur.

Plusieurs études suggèrent que les blessures à la moelle épinière pourrait conduire à la perte et la réorganisation des nocicepteurs, mécanorécepteurs et des interneurones, conduisant à la transmission d'informations de la douleur par des mécanorécepteurs. Une autre étude rapporte l'apparition de fibres descendantes au site de la lésion. Tous ces changements affectent finalement les circuits neuronaux à l'intérieur de la moelle épinière, et à la modification de l'équilibre des signaux conduisant probablement à l'intense sensation de douleur associée à l'allodynie. Différents types de cellules ont également été associés à l'allodynie. Par exemple, il y a des publications scientifiques qui montrent que la microglie dans le thalamus pourrait contribuer à l'allodynie en changeant les propriétés des nocicepteurs secondaires. Le même effet peut être obtenu dans la moelle épinière par le recrutement de cellules du système immunitaire tels que les monocytes / macrophages et lymphocytes T.
Une sensibilisation du système nerveux central contribuerait à l'apparition d'une allodynie. Cette sensibilisation se réfère à l'augmentation de la réponse des neurones à la suite d'une stimulation répétitive. Le travail de nombreux chercheurs a conduit à l'élucidation des voies qui peuvent conduire à une sensibilisation des neurones à la fois dans le thalamus et dans les cornes dorsales de la moelle épinière.

## Hyperacousie et allodynie (allodynie auditive)
Les patients atteints de troubles neuropathiques d'origine centrale peuvent souffrir de sensations douloureuses même lorsque la stimulation somatatosensorielle est inoffensive (allodynie) ou ressentir une sensation anormalement élevée de douleur ou d'inconfort produit par des stimuli nociceptifs (hyperalgésie). Il existe donc des similitudes dans les symptômes entre l'hyperacousie de douleur (sensation douloureuse aux bruits) et ce type de douleur neuropathique (De Ridder et al., 2011).
Des auteurs ont montré une augmentation des ondes beta (l'onde bêta est une onde cérébrale que l'on peut mesurer par électro-encéphalographie) dans la zone dorsale du cortex cingulaire antérieur (CCA) et le cortex orbitofrontal chez des personnes atteintes d'hyperacousie (Song JJ, De Ridder D, Weisz N, Schlee W, Van de Heyning P et Vanneste S., 2014). Des modifications similaires sont également présentes chez les patients présentant une hyperalgésie et l'allodynie. De nombreuses études ont mis en évidence l'implication du CCAd dans la perception subjective de la douleur. Quand des sujets s'infligent eux-mêmes une douleur, l'activation du CCAd est moins forte que quand ils subissent la même douleur. Song et al. (2014), font donc un parallèle entre l'hyperacousie et l’allodynie, mettant probablement en jeu des circuits neuronaux communs.

## Traitements
Une nouvelle méthode chirurgicale parvient néanmoins à soigner cette maladie pour certains patients : la neurostimulation médullaire consistant à stimuler des zones spécifiques de la moelle afin de contrer l'influx douloureux.

## Personnes connues atteintes d'allodynie
- Howard Hughes